# Красноозёрное (Ленинградская область)
Красноозёрное (до 1948 года Пуннус, Сокила, фин. Punnus, Sokiala) — деревня в Приозерском районе Ленинградской области. Административный центр Красноозёрного сельского поселения.

## Название
По постановлению общего собрания граждан деревни Пуннус зимой 1948 года деревне было присвоено новое имя — Красноозёрная.

## История

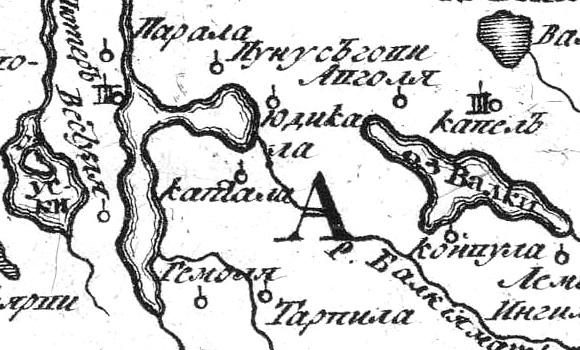
Деревня Пунусгови на русской карте 1745 года

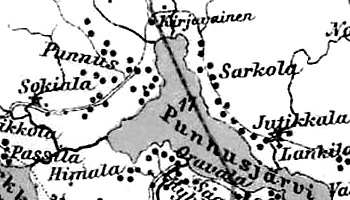
Деревни Пуннус и Сокила на финской карте 1923 года

До 1939 года деревни Пуннус и Сокила входили в состав волости Муолаа Выборгской губернии Финляндской республики.
С января 1940 года — в составе Алакусского (Климовского) сельсовета Раутовского района Ленинградской области.
С 1 июля 1941 года по 30 сентября 1944 года, финская оккупация.
С 1948 года объединённая деревня стала учитываться, как Красноозёрное. С октября 1948 года, в составе Климовского сельсовета Сосновского района.
С 1949 года деревня — административный центр Красноозёрного сельсовета.
В 1960 году Красноозёрный сельсовет был упразднён, а деревня была передана в Правдинский сельсовет Рощинского района.
В 1961 году население деревни составляло 227 человек.
С 1 февраля 1963 года — в составе Выборгского района.
По данным 1966 года деревня Красноозёрное также входила в состав Правдинского сельсовета Выборгского района.
По данным 1973 и 1990 годов деревня Красноозёрное входила в состав Мичуринского сельсовета Приозерского района.
В 1994 году в результате преобразования сельсоветов в волости из состава Мичуринского сельсовета была выделена Красноозёрная волость с центром в деревне Красноозёрное.
В 1997 году в деревне Красноозёрное Красноозёрной волости проживали 840 человек, в 2002 году — 867 человек (русские — 87 %), деревня являлась административным центром волости.
В 2007 году в деревне Красноозёрное Красноозёрного СП проживали 877 человек, в 2010 году — 909 человек.

## География
Деревня расположена в юго-западной части района на автодороге 41К-029 (подъезд к д. Красноозёрное).
Расстояние до посёлка Мичуринское — 28 км
Расстояние до ближайшей железнодорожной станции Житково (недействующая) — 22 км.
Деревня находится на северном берегу Красного озера.

## Демография
| 2007 | 2010 | 2017 |
| ---- | ---- | ---- |
| 877  | ↗909 | ↗951 |

## Улицы
Берёзовая, Вербная, Кленовая, Новостроек, Озёрная, Осиновая, Парковая, Победы, Полевая, Придорожная, Рябиновая, Садовая, Сельская, Солнечная, Хвойная, Центральная, Школьная.